# Le Chien botté
Pour plus de détails, voir Fiche technique et Distribution.
Le Chien botté (en russe : Пёс в сапогах) est un film d'animation musical soviétique réalisé par Iefim Gambourg sorti en 1981. Il s'inspire et parodie le long métrage de Gueorgui Jungwald-Khilkevitch D'Artagnan et les Trois Mousquetaires (1978) adapté du roman d'Alexandre Dumas.

## Fiche technique
- Titre : Le Chien botté
- Titre original russe : Пёс в сапогах
- Réalisation : Iefim Gambourg
- Scénario : Vladimir Valoutski
- Photographie : Mikhaïl Drouïan
- Direction artistique : Nikolaï Erykalov (ru)
- Textes des chansons : Pavel Smeyan, Chris Kelmi
- Animateurs : Natalia Bogomolova (ru), Elvira Maslova (ru), Iosif Kuroyan (ru), Aleksandr Mazaev (ru), Aleksei Boukine (ru), Renata Mirenkova (ru), Vladimir Vychegorodtsev (ru)
- Son : Vladimir Koutouzov (ru)
- Montage : Isabella Guerassimova
- Production : Soyouzmoultfilm
- Pays :  Union soviétique
- Durée : 32 minutes
- Langue : russe
- Sortie : 1981

## Distribution
- Nikolaï Karatchentsov : Corniaud (D'Artagnan)
- Irina Mouraviova : Bichon / Milady de Winter
- Valentin Gaft : Loyal (Athos)
- Alexandre Schirwindt : Belle-gueule (Aramis)
- Evgueni Vesnik : Comte, le chat du cardinal
- Iouri Volyntsev (ru) : Gros (Porthos)
- Lev Dourov : chien du pêcheur
- Vassili Livanov : chien limier anglais
- Vsevolod Larionov : chien de garde de Buckingham
- Grigori Spiegel (ru) : chat borgne